# P.U.I.S.T.
De P.U.I.S.T. (in de originele Engelstalige boeken: N.E.W.T. betekenis: Nastily Exhausting Wizarding Test) is een soort diploma op Zweinstein, de toverschool in de Harry Potterboeken van J.K. Rowling.
P.U.I.S.T. staat voor Proeve van Uitzonderlijke Intelligentie en Superieure Toverkunst en wordt behaald in het zevende leerjaar. In het vijfde leerjaar kan men het eerste diploma halen, de S.L.IJ.M.B.A.L., waarvan de P.U.I.S.T. de opvolger is. In de originele Engelstalige boeken staat N.E.W.T. voor Nastily Exhausting Wizarding Test.
In de Harry Potter boeken speelt de P.U.I.S.T. geen grote rol omdat Harry Potter, Ron Wemel en Hermelien Griffel in het zevende boek, en respectievelijk ook het zevende leerjaar, niet terugkeren naar Zweinstein, maar op zoek gaan naar de Gruzielementen om Voldemort te verslaan. Harry Potter koos samen met Ron Wemel in het zesde boek, en respectievelijk leerjaar, zijn vakkenpakket voor de P.U.I.S.T.en in Toverdranken, Transfiguratie, Bezweringen, Verweer tegen de Zwarte Kunsten en Kruidenkunde omdat dit de vereiste vakken zijn om Schouwer te worden, wat Harry Potter ambieerde.
Harry wordt uiteindelijk toch Schouwer en zelfs hoofd van het Schouwershoofdkwartier. Dit gebeurt zonder het behalen van de benodigde diploma's.